# Liste der Monuments historiques in Haute-Isle
Die Liste der Monuments historiques in Haute-Isle führt die Monuments historiques in der französischen Gemeinde Haute-Isle auf.

## Liste der Bauwerke
| Bezeichnung               | Beschreibung | Standort | Kennzeichnung | Schutzstatus | Datum | Bild           |
| ------------------------- | ------------ | -------- | ------------- | ------------ | ----- | -------------- |
| Kirche Mariä Verkündigung |              | (Lage)   | PA00080088    | Inscrit      | 1926  | weitere Bilder |

## Liste der Objekte

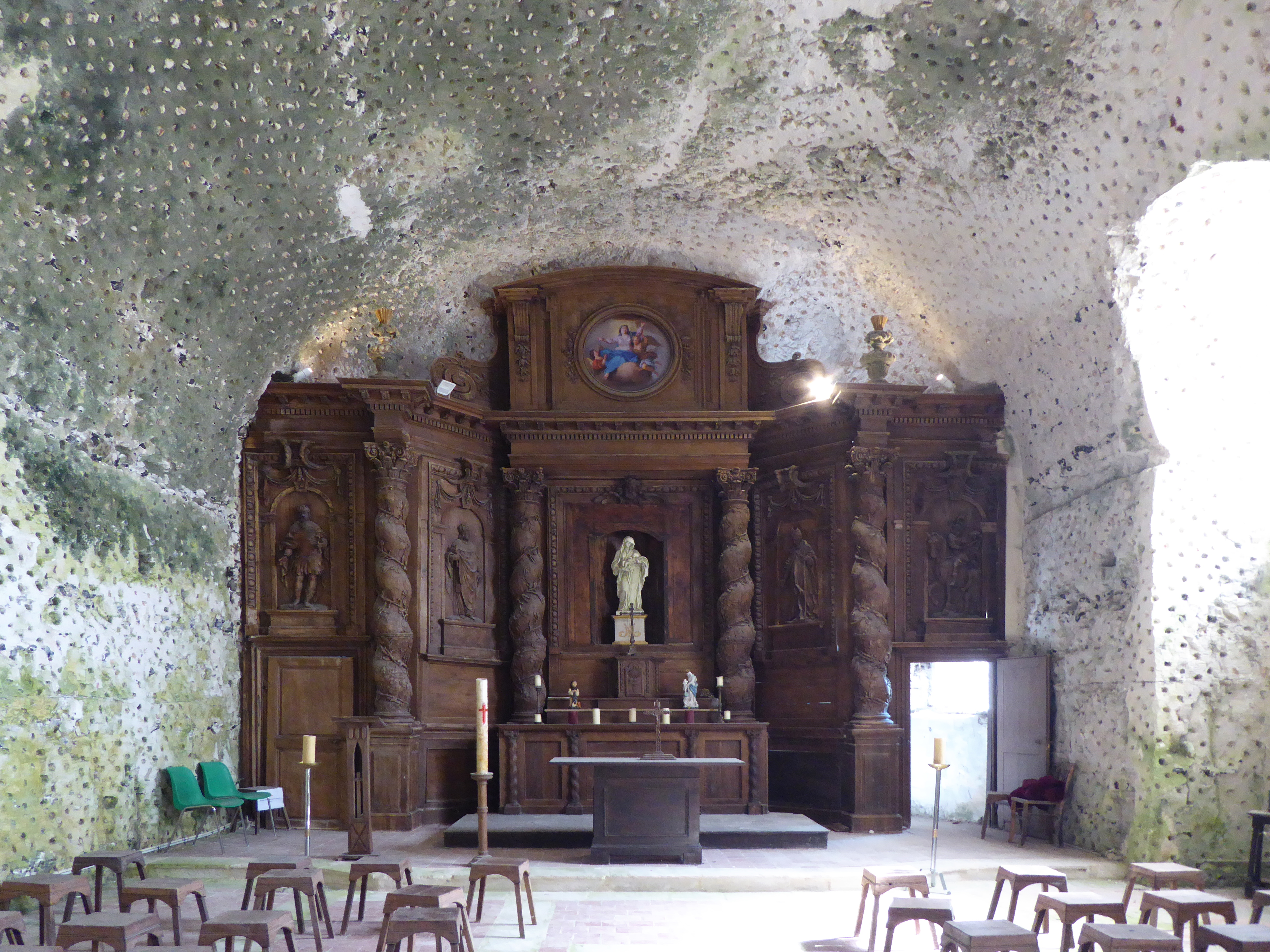
Retabel (17./18. Jahrhundert) in der Kirche Mariä Verkündigung

- Monuments historiques (Objekte) in Haute-Isle in der Base Palissy des französischen Kultusministeriums